# العبقري (وثائقي)
العبقري هي سلسلة حلقات سيرة ذاتية ودراما من إنتاج قناة ناشيونال جيوغرافيك عن حياة أشهر العلماء والشخصيات المؤثرة عالميا، تم تطوير السلسلة من قبل نوح بينك وكينيث بيلر. تم عرض أول حلقات السلسلة في 25 إبريل 2017.
يتناول الموسم الأول من السلسلة جزءا من قصة حياة عالم الفيزياء الألماني الشهير والحاصل على نوبل آلبرت آينشتاين. من سنوات حياته الأولى مرورا بفترة عمله كموظف في مكتب تسجيل براءات الإختراع وحتى آواخر سنواته كفيزيائي والفترة التي أسس فيها نظريته عن النسبية. 

تعتمد السلسلة على القصة المنشورة في عام 2007 عن حياة آلبرت إينشتاين بعنوان «إينشتاين: حياته وعالمه» للكاتب الأمريكي والتر إيزاكسون.

## الملخص
يتكون الموسم الأول من عشر حلقات عن حياة الفيزيائي الشهير آلبرت آينشتاين. تناول الجزء الأول نشأة اينشتاين، تعليمه، حياته المدرسية، علاقته بالمدرسين وأهله، سفره إلى إيطاليا، المشاكل التي واجهها مع المواد الأدبية، انتقاله إلى الريف وعيشه مع أسرة حاضنة لمساعدته في فهم تلك المواد. كما تذكر السلسلة قصة حبه لإبنتهم.
خصصت السلسلة عدة حلقات تناولت فيها حياة إينشتاين كموظف حكومي يعاني لكسب الوقت اللازم لدراسته بينما يتناول الجزء الثاني قصة حياته كعقل عبقري بعد تطويره لنظرية النسبية.

## طاقم العمل والشخصيات

### الشخصيات الرئيسية
- جيوفري راش: في دور أينشتاين العجوز
- جوني فلاين: في دور أينشتاين اليافع
- سامانثا كولي: في دور ميلفا ماريك
- ريتشارد توبول: في دور فريتز هابر
- مايكل ماكلهاتون: في دور فيليب أنتون لينارد
- إميلي واتسون: في دور إلسا أينشتاين الكبيرة
- غويندولين إليس: في دور إلسا أينشتاين الصغيرة
- رالف براون: في دور ماكس بلانك

### الأدوار الثانوية
- روبرت ليندساي: في دور هيرمان أينشتاين
- كلير راشبروك: في دور بولين أينشتاين
- هيلين مونكز: في دور مايا أينشتاين
- نيكولاس روي: في دور جوست وينتيلر
- لوسي راسل: في دور بولين وينتيلر
- شانون تاربيت: في دور ماري وينتيلر
- أليسيا فون ريتبرغ: في دور آنا وينتيلر
- جورج وبستر: في دور جوليوس وينتيلر
- هنري غودمان: في دور فالتر راثيناو
- أليستير بيتري: في دور هاينريش فريدريش فيبر
- جون فليتشر: في دور مارسيل جروسمان
- سيث جابيل: في دور ميشيل بيسو
- سالي دكستر: في دور ميلفا ماريك الكبيرة
- نيكولا ديريكو: في دور ليو زيلارد
- ديفيد دينك: في دور نيلس بور
- بريدراج بجيلاك: في دور ميلوس ماريك
- كاثيرين مككورماك: في دور ماريا روزيتش - ماريتش
- تشاريتي واكيفيلد: في دور بيتي
- جودي ماي: في دور هيلين دوكاس
- زوي تيلفورد: في دور كلارا هابر
- تي آر نايت: في دور إدغار هوفر
- فينسنت كارثيسر: في دور ريموند هيرمان جيست

### شركات الإنتاج
- إيماجين تي في
- بيبربوي للإنتاج
- ودلوت للترفيه
- إيو / سوكولو
- إستديوهات فوكس 21 للتلفاز

## الحلقات
| ر. الإجمالي | العنوان          | المخرج      | الكاتب                                               | تاريخ العرض الأصلي | عدد المشاهدات U.S. (بالمليون) |
| ----------- | ---------------- | ----------- | ---------------------------------------------------- | ------------------ | ----------------------------- |
| 1           |                  | رون هاوارد  | قصة: نوح بينك وكينيث بيلير تعديل السيناريو: نوح بينك | 25 أبريل 2017      | 1.38                          |
| 2           | «الحلقة الثانية» | مينكي سبيرو | كتبتها: أنجلينا بورنيت                               | 2 مايو 2017        | 1.05                          |
| 3           | «الحلقة الثالثة» | مينكي سبيرو | مارك لافيرتي                                         | 9 مايو 2017        | 1.02                          |
| 4           | «الحلقة الرابعه» | كيفن هوكس   | نوح بينك                                             | 16 مايو 2017       | 0.93                          |
| 5           | «الحلقة الخامسة» | كيفين هوكز  | راف جرين                                             | 23 مايو 2017       | 0.94                          |
| 6           | «الحلقة السادسة» | جيمس هاويس  | بريان واين بيترسون                                   | 30 مايو 2017       | 1.02                          |
| 7           | «الحلقة السابعة» | جيمس هاويس  | كيلي سودرز                                           | 6 يونيو 2017       | 1.06                          |
| 8           | «الحلقة الثامنة» | كينيث بيلر  | أنجلينا بورنيت وفرانشيسكا بتلر                       | 13 يونيو 2017      | 1.05                          |
| 9           | «الحلقة التاسعة» | كينيث بيلر  | كينيث بيلر وراف جرين                                 | 20 يونيو 2017      | 1.04                          |
| 10          | «الحلقة العاشرة» | كينيث بيلر  | مارك لافيرتي                                         | 20 يونيو 2017      | 1.04                          |

## الإنتاج

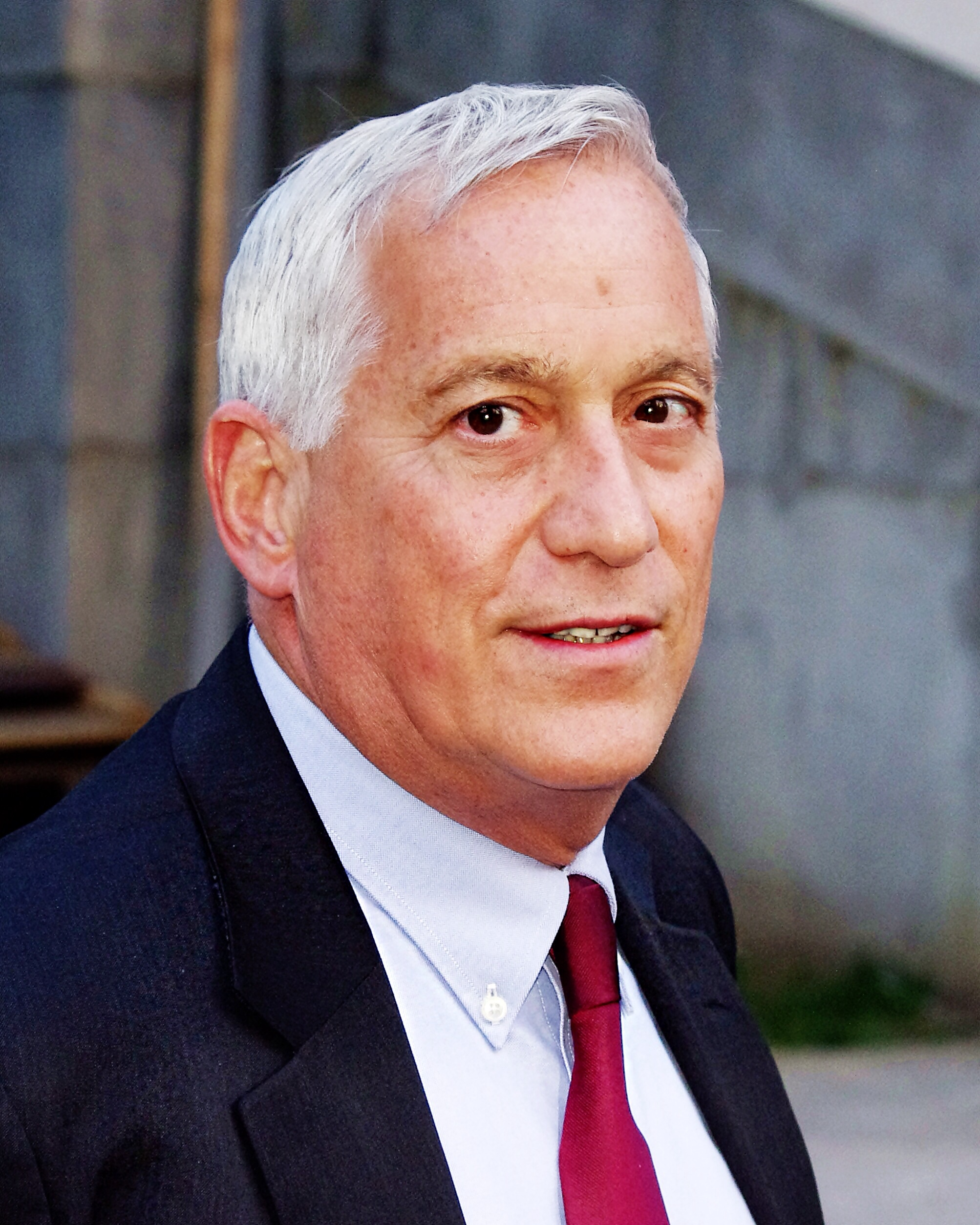
الكاتب الأمريكي والتر إيزاكسون صاحب كتاب «إينشتاين: حياته والكون» والمبنية عليه السلسلة

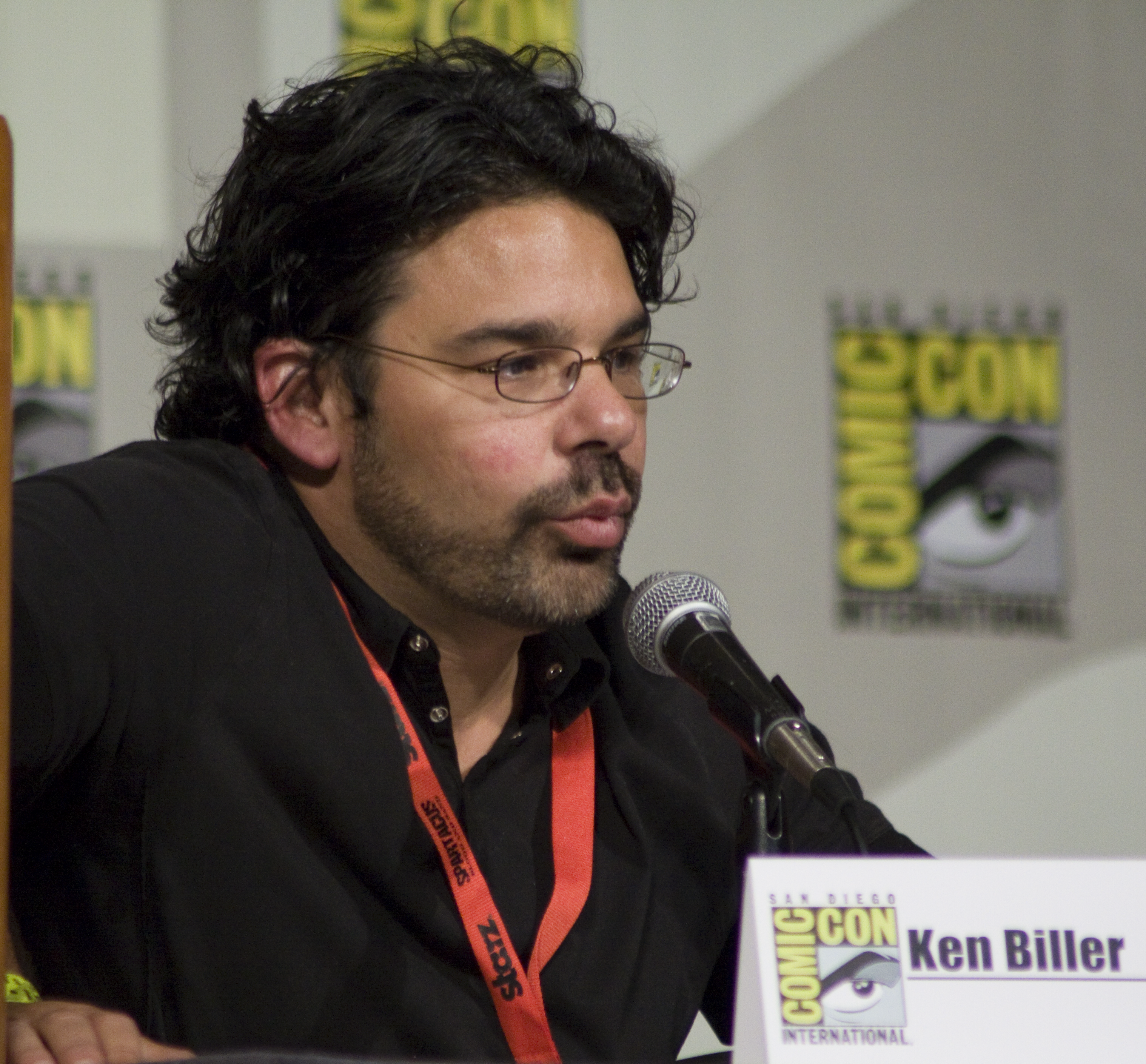
كينيث بيلر أحد مخرجي سلسلة العبقري

في 19 إبريل 2017، أعلنت قناة ناشيونال جيوغرافيك عن نيتها في إصدار موسم ثان من السلسلة. كان من المفترض أن يتم الإعلان عن موضوع الموسم الثاني في أخر حلقات الموسم الأول، لكن عوضا عن ذلك تم الإعلان عنه في اليوم التالي من عرض آخر حلقه بسبب أن المنتجين والشبكة الإعلامية لم ترد أن تتسبب في تشتيت إنتباه المشاهدين.

## الوصف

### النقد
قوبل الموسم الأول بالإيجاب من قبل العديد من النقاد. على أحد مواقع النقد روتن توميتوز تم رصد 29 رأي بنسبة موافقة وصلت إلى 83%. أما موقع ميتاكريتيك فحصلت السلسلة على نسبة موافقة بلغت 65% من أصل 20 صوتا ناقدا لتكون بذلك السلسلة هي أكثر سلسلة مفضله لدى الجماهير.
وصفت محررة العلوم دينيس أوفرباي من جريدة ذا نيويورك تايمز السلسلة بأنها: 
«ملحلمة درامية عن حياه عالم لا تخلو من المتعة والأراء السياسية».
مستعينين بذلك برساله أرسلها آينشتاين إلى أخته يقول فيها: 
«لو عاش كل شخص حياه مثل حياتي لن يكون هناك داع للروايات».
وفقا لهيلاري بوسر من مجلة فانيتي فير، فإن الفيلم يظهر حياة إينشتاين العملية والعلمية. فهي تأخذك في رحلة داخل رأسه وأفكاره. كما تظهر جانب هجرته من ألمانيا إلى إيطاليا ثم إلى براغ ثم إلى ألمانيا ليستقر في النهاية في الولايات المتحدة.
تقتبص بوزز من المنتج والمخرج الأمريكي رون هوارد قائلة: 
«إذا تم النظر في حياة آينشتاين وإسهاماته السابقة وكيف كان شبابه، من كان أصدقائه، من هم أعداءه، ما طبيعة حياته العاطفية المتقلبة. فإننا سنجد حياة لا يعرفها الكثير من الناس. أعتقد أن الناس سوف يفاجؤون من طموح ذلك الشخص ومن الحياة الخفية وراء عقل آلبرت آينشتاين العبقري».

### الجوائز
| العام | الجائزة                               | الفئة                                                            | المرشح | النتيجة | المصادر |
| ----- | ------------------------------------- | ---------------------------------------------------------------- | --- | ------- | ------- |
| 2017  | حفل توزيع جوائز الإيمي التاسع والستون | جائزة الإيمي لأفضل مسلسل صاعد محدود الحلقات أو فيلم              | العبقري | رُشِّح     | [ 19 ]  |
| 2017  | حفل توزيع جوائز الإيمي التاسع والستون | جائزة الإيمي لأفضل ممثل في مسلسل محدود الحلقات أو فيلم           | جيوفري راش | رُشِّح     | [ 19 ]  |
| 2017  | حفل توزيع جوائز الإيمي التاسع والستون | جائزة الإيمي لأفضل إخراج في مسلسل محدود الحلقات أو فيلم          | رون هاوارد | رُشِّح     | [ 19 ]  |
| 2017  | حفل توزيع جوائز الإيمي التاسع والستون | جائزة الإيمي لأفضل قصة شعر في مسلسل محدود الحلقات أو فيلم        | تاش ليس، فاي هاموند، أديلا روبوفا، أليكس روز                                                                       | رُشِّح     | [ 19 ]  |
| 2017  | حفل توزيع جوائز الإيمي التاسع والستون | جائزة الإيمي لأفضل موسيقى تصويرية في مسلسل محدود الحلقات أو فيلم | هانز زيمر ولورن بالف                                                                                               | رُشِّح     | [ 19 ]  |
| 2017  | حفل توزيع جوائز الإيمي التاسع والستون | جائزة الإيمي لأفضل ماكياج في مسلسل محدود الحلقات أو فيلم         | دافينا لامونت | رُشِّح     | [ 19 ]  |
| 2017  | حفل توزيع جوائز الإيمي التاسع والستون | جائزة الإيمي لأفضل ملابس في مسلسل محدود الحلقات أو فيلم          | سونو ميشرا، مارتينا هيجلوفا، بيتيا كريكوفا                                                                         | رُشِّح     | [ 19 ]  |
| 2017  | حفل توزيع جوائز الإيمي التاسع والستون | جائزة الإيمي لأفضل تعديلات صوتية في مسلسل محدود الحلقات أو فيلم  | دانيال باغان، إريش غان، أريل مغرايل، بيل بيل، نيكولاس فيتزجيرالد، تيم تشيلتون، جيل ساندرز                          | رُشِّح     | [ 19 ]  |
| 2017  | حفل توزيع جوائز الإيمي التاسع والستون | جائزة الإيمي لأفضل مؤثرات صوتية في مسلسل محدود الحلقات أو فيلم   | بوب برونو، مارك هنسلي، بيتر فوريجت                                                                                 | رُشِّح     | [ 19 ]  |
| 2017  | حفل توزيع جوائز الإيمي التاسع والستون | جائزة الإيمي لأفضل مؤثرات بصرية في مسلسل محدود الحلقات أو فيلم   | إريك دورست، لينكا ليكاوفا، فيكتور مولر، ماريك روث، توماس كالهوس، لوكاس هيرمان، بافل كولاز، بيتر هاستيك، فيت كومرزو | رُشِّح     | [ 19 ]  |

## وصلات خارجية
- العبقري على موقع IMDb (الإنجليزية)
- العبقري على موقع ميتاكريتيك (الإنجليزية)
- العبقري على موقع روتن توميتوز (الإنجليزية)
- العبقري على موقع كينوبويسك (الروسية)
- العبقري على موقع ألو سيني (الفرنسية)
- العبقري على موقع قاعدة بيانات الفيلم (الإنجليزية)

- العبقري- الموقع الرسمي.
- العبقري على موقع أي إم دي بي.
- أعمال ألبرت اينشتاين.
- جوني فلاين يتحدث عن دوره في مسلسل العبقري
- حوار مع سمانثا كولي عن دورها في مسلسل العبقري.
- لمحة عن دور كولي في مسلسل العبقري